# شريف آتكينز
شريف آتكينز (بالإنجليزية: Sharif Atkins)‏ مواليد 29 يناير 1975 في بيتسبرغ، الولايات المتحدة، هو ممثل أمريكي بدأ مسيرته الفنية عام 1996.

## الأعمال
- حراس المجرة
- طبعة مبكرة
- إي آر
- أرليس
- نمبرز
- عقول إجرامية
- سي إس آي: ميامي
- هاوس

## وصلات خارجية
- شريف آتكينز على موقع IMDb (الإنجليزية)
- شريف آتكينز على موقع ألو سيني (الفرنسية)
- شريف آتكينز على موقع أول موفي (الإنجليزية)
- شريف آتكينز على موقع قاعدة بيانات الفيلم (الإنجليزية)
- شريف آتكينز على موقع كينوبويسك (الروسية)